# Bahnhof Dieren
Der Bahnhof Dieren ist ein Trennungsbahnhof in Dieren in der niederländischen Provinz Gelderland und Halt von Intercity-Zügen. Er liegt an der Bahnstrecke Arnhem–Leeuwarden und ist Startpunkt der Bahnstrecke Dieren–Apeldoorn, die als Museumsbahn genutzt wird.

## Geschichte

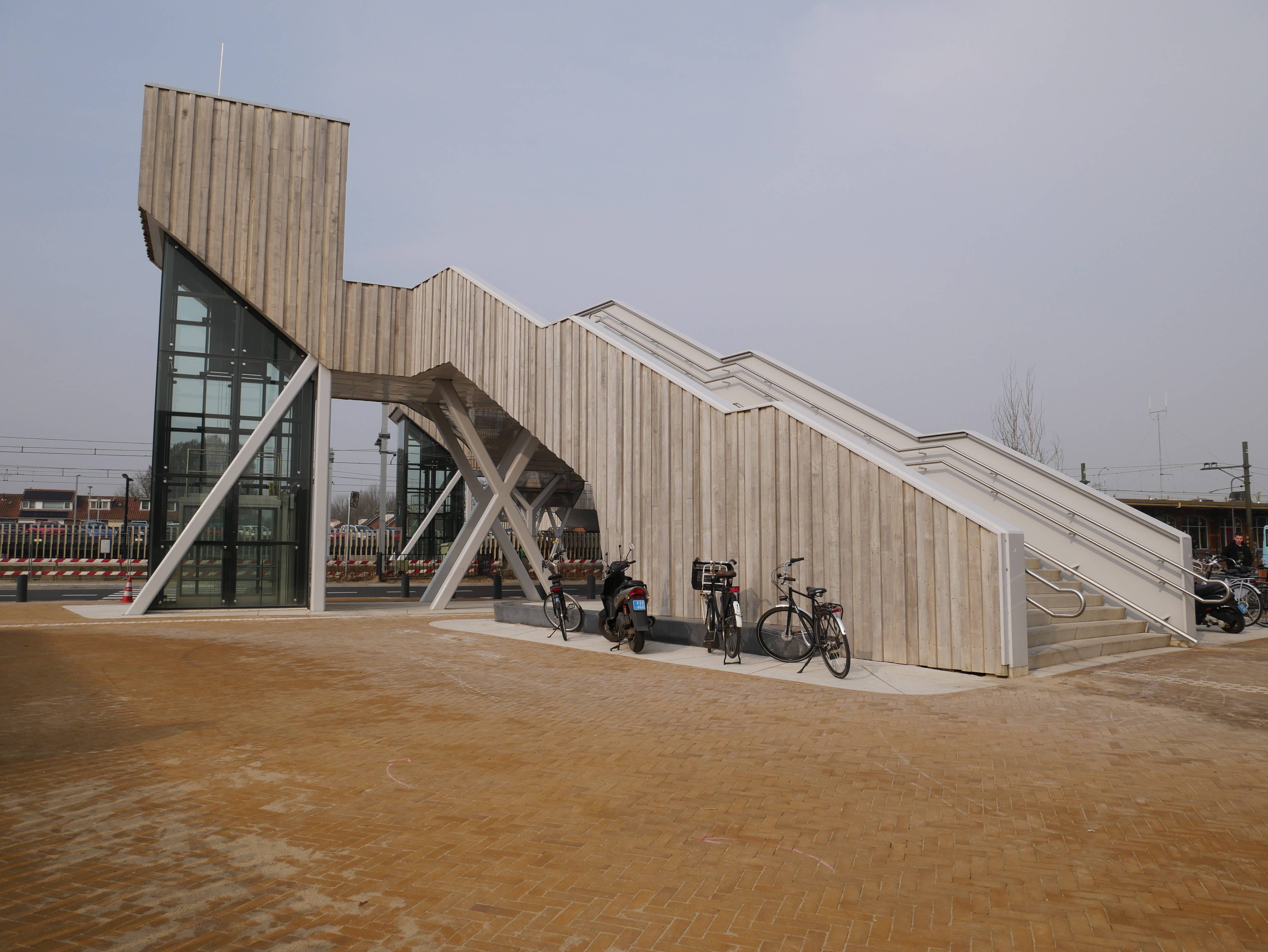
Die 2017 eröffnete Fußgängerbrücke (2019)

Der Bahnhof Dieren wurde am 2. Februar 1865, dem Tag der Inbetriebnahme des Streckenabschnittes Arnhem–Zutphen, unter dem Namen Dieren-Doesburg, den er bis zum 30. Mai 1976 trug, eröffnet. Das erste Bahnhofsgebäude stammt von dem niederländischen Architekten Karel Hendrik van Brederode, als er bei den Staatsspoorwegen beschäftigt war. 1902 erfolgte der Umbau des Bahnhofs, bei dem auf einem neuen Mittelbahnsteig ein Bahnhofsgebäude mit zwei Wartehäuschen errichtet wurden. Der Abriss des ersten Baues fand im Jahre 1944 statt. Nachdem die Strecke Dieren–Apeldoorn bereits am 1. August 1950 stillgelegt worden war, begann 1975 der Betrieb einer Museumsbahn der Veluwsche Stoomtrein Maatschappij, der mit Dampflokomotiven ausgeübt wird. 2017 wurde am Bahnhof eine neue Fußgängerbrücke im Auftrag von ProRail angelegt. Das Projekt nahm 2018 an der Ausschreibung des Nationale Staalprijs und des BNA Beste Gebouw van het Jaar teil.

## Streckenverbindungen
Im Jahresfahrplan 2022 bedienen folgende Linien den Bahnhof Dieren:
| Zugtyp    | Linienverlauf | Frequenz                                               |
| --------- | --- | ------------------------------------------------------ |
| Intercity | Roosendaal – Breda – Tilburg – ’s-Hertogenbosch – Nijmegen – Arnhem Centraal – Dieren – Zutphen – Deventer – Zwolle | halbstündlich                                          |
| Sprinter  | (Wijchen –) Nijmegen – Arnhem Centraal – Dieren – Zutphen                                                           | halbstündlich (abends und sonntags nicht nach Wijchen) |